# بيتر كوفاتش (لاعب جمباز فني)
بيتر كوفاتش (بالمجرية: Kovács Péter)‏ هو لاعب جمباز فني مجري، ولد في 28 سبتمبر 1959 في هفش ‏ في المجر.

## وصلات خارجية
- بيتر كوفاتش على موقع أوليمبيديا (الإنجليزية)
- بيتر كوفاتش على موقع اللجنة الأولمبية المجرية (الهنغارية)